# Collores (Humacao)
Collores es un barrio ubicado en el municipio de Humacao en el estado libre asociado de Puerto Rico. En el Censo de 2010 tenía una población de 2770 habitantes y una densidad poblacional de 527,37 personas por km².

## Geografía
Collores se encuentra ubicado en las coordenadas 18°10′29″N 65°49′13″O / 18.17472, -65.82028. Según la Oficina del Censo de los Estados Unidos, Collores tiene una superficie total de 5.25 km², que corresponden a tierra firme.

## Demografía
Según el censo de 2010, había 2770 personas residiendo en Collores. La densidad de población era de 527,37 hab./km². De los 2770 habitantes, Collores estaba compuesto por el 72.64% blancos, el 14.73% eran afroamericanos, el 0.32% eran amerindios, el 0.18% eran asiáticos, el 10.11% eran de otras razas y el 2.02% pertenecían a dos o más razas. Del total de la población el 99.21% eran hispanos o latinos de cualquier raza.